# Alina Plugaru
Alina Plugaru (Vaslui, 18 de diciembre de 1987) es una actriz pornográfica rumana.

## Carrera
Alina nació el 18 de diciembre de 1987 en Vaslui, Rumanía. A los 15 años de edad decidió empezar a trabajar como modelo y se trasladó a Bucarest. El día que cumplió dieciséis años empezó a trabajar como bailarina erótica. Bailó a su manera en todo el país durante dos años, ganando popularidad, hasta que una visita a un casting porno despertó el interés de Alina en una carrera en el hardcore. Comenzó su carrera porno en 2006, justo después de su 18º cumpleaños, con la estrella del porno y el director Zenza Raggi. Esta escena fue incluida en las películas de 2007: The Best Of Hardcore Fucking 4 y Girls Handling Cocks. Desde entonces, ha aparecido en más de 20 películas.
Alina todavía aparece regularmente como bailarina destacada en Rumania y otros países. En los últimos años es una invitada habitual en las más importantes ferias europeas eróticas como The Eros Show Bucharest, The Barcelona International Erotic Film Festival (FICEB), The Lisbon International Erotic Festival (SIEL), The Eros Porto, The Eros & Amore Vienna y The Eros Show Sofia. En los últimos dos años ganó el premio a la Mejor actriz porno rumana que otorga la industria pornográfica rumana (PIER 2008 & PIER 2009). Alina fue reconocida por sus contribuciones al progreso de la industria del entretenimiento para adultos de Rumania.
En marzo de 2009 Alina fue votada como la mujer rumana ideal y casi una cuarta parte (24,69 %) de los visitantes del sitio web votaron a favor de Alina en una encuesta en línea.
Ha sido proclamada por los medios de comunicación de su país como la reina del porno.

## Filmografía
- Mad Sex Party: Sex On Trial (2009) Studio: Eromaxx
- The Harder They Cum # 6 (2007) Studio: Hustler Video
- Girls Handling Cocks (2007) Studio: Nexxxt Generation
- Best By Private # 73: Fucking Your Ass Is The Best Sport (2007) Studio: Private
- Private Sports 12: SOS - Sex On Snow (2007) Studio: Private
- Tamed Teens (2007) Studio: Evil Angel (studio)
- Anal Teen Tryouts # 14 (2007) Studio: Devil's Film
- The Best Of Hardcore Fucking 4 (2007) Studio: Collateral Damage
- Ass Wide Open # 9 (2006) Studio: New Sensations/Digital Sin
- Filled To The Rim # 3 (2006) Studio: Diabolic Video
- Thassit! 6 (2006) Studio: 21Sextury
- Sex În Otopeni (2006) Studio: Fox Trading
- Vacanţã Toridã (2006) Studio: Fox Trading
- Studenta De La Drept (2006) Studio: Fox Trading
- Making Of (2007) Studio: Open Media Productions (NON-ADULT)
- Secretul Mariei (2005) Studio: La Dolce Vita Productions & Antena 1 TV (NON-ADULT)